# Johann Wilhelm von Stolle
Johann Wilhelm von Stolle (* 7. Februar 1740 in Lübeck; † 1. Februar 1825 in Mönkeberg) war ein deutscher Offizier und Forstmeister.

## Leben
Johann Wilhelm von Stolle war ein Sohn des Kaufmanns und gottorfischen Kammerrats Jürgen Stolle und dessen Frau Sophie Elisabeth, geb. Pauli/Pauly. Jürgen Stolle († 1750) bzw. seine Erben waren von 1738 bis 1761 im Besitz von Gut Testorf.
Auf Reisen und als Soldat erwarb sich Johann Wilhelm Stolle theoretische und praktische Kenntnisse in der Land- und Forstwirtschaft. Er trat in den großfürstlich gottorfischen Militärdienst ein und diente 1762 als Rittmeister beim Garde-Dragoner-Regiment in Kiel. 1765 war er Major bei der dänischen Kavallerie, 1766 in gleicher Stellung im Regiment des Generalmajors Joachim Ulrich von Wopersnow. Nach seinem Abschied aus dem Militär erwarb er das Gut Mönkeberg sowie ein Haus in Kiel und war als Berater in der Forstwirtschaft tätig. Sein Hauptwerk war die Aufforstung der Feldmark um Gut Salzau für Wulf von Blome. Seit 1792 königlicher Oberforstmeister, wurde er 1803 zum Jägermeister für den 3. holsteinischen Güterdistrikt ernannt.
Am 27. Mai 1762 erhielt er den Reichsadelsstand, verbunden mit der Bewilligung, sich nach zu erwerbenden Gütern zu nennen, und der Lehnsbesitzfähigkeit.
Stolle war Freimaurer; 1776 stiftete er mit anderen, darunter Wulf von Blome und Woldemar von Schmettau, die Kieler Loge Louise zur gekrönten Freundschaft.

## Familie
Seit dem 17. Juli 1784 war er verheiratet mit Magdalene Hedwig, geb. von Ahlefeldt (* 1. Januar 1757 in Berlin; † 14. Februar 1814 in Kiel), einer Tochter des Kammerherrn und Amtmanns Johan Henrik von Ahlefeldt und der Frederike Louise, geb. von Blome.
Das Paar hatte drei Töchter:
- Catharine Margrethe Wilhelmine (* 2. November 1784; † 2. Januar 1811 in Kiel)
- Frederike Louise Antoinette (* 14. September 1787 in Salzau; † 25. April 1861 in Pinneberg), ⚭ 21. Juli 1810 mit dem Kammerherrn, Hofjägermeister und Oberförster in Pinneberg Gottlob Friedrich Wilhelm von Bülow (* 18. August 1779 in Essenrode; † 18. Mai 1847 in Pinneberg)
- Wilhelmine Charlotte (* 17. Juni 1790 in Kiel; † 28. Februar 1822 in Itzehoe), ⚭ 20. August 1818 mit Joachim Godsche von Levetzau (1782–1859), Oberhofmarschall. Wilhelm von Levetzau war ein Enkel aus dieser Ehe.

Unklar ist das Verwandtschaftsverhältnis zu Johann Gottfried von Stolle, Leib-Chirurg des polnischen Königs Stanislaus II. August Poniatowski, der 1788 die preußische Anerkennung des 1762 an Johann Wilhelm Stolle verliehenen Adels erhielt.

### Von Bülow-Stolle
Johann Wilhelm von Stolle vermachte laut Testament vom 12. September 1818 dem ältesten Sohn seiner am 21. Juli 1810 mit Gottlob Wilhelm Friedrich von Bülow vermählten Tochter Louise Friderike Antoinette von Stolle sowie dessen männlichen Nachkommen die Zinsen eines mit hypothekarischer Sicherheit in schleswigschen Gütern unkündbar angelegten Geld-Fideikommisses unter der Bedingung, den von Stolleschen Namen und das Wappen mit dem eigenen Namen und Wappen zu führen. Der Testator setzte durch eine ausdrückliche Bestimmung fest, dass jeweils nur ein Deszendent die Zinsen des Fideikommisses genießen und den Namen und Wappen beider Geschlechter vereint führen solle. Demgemäß gingen, als der erste Erbe und älteste Enkel des Testators, Wilhelm Carl August von Bülow-Stolle, am 4. März 1826 in jugendlichen Jahren in Hannover starb, Rechte und Pflichten auf dessen Bruder, den hannoverschen Offizier Carl Magnus Ido Harald von Bülow-Stolle über.

## Auszeichnungen
- 1768 Titel Hofjägermeister
- 1777 Kammerherr
- 1808 Titel Geheimer Konferenzrat

## Erinnerung
An Stolles Beitrag zur Aufforstung in Salzau erinnert ein unter Denkmalschutz stehender 2,1 Meter hoher Obelisk aus Granit, der heute an der Straße von Fargau nach Pratjau steht. Seine Inschrift lautet: „Diese Tannen sind gesäet 1771, 72, 73 von J. W. von Stolle / königl. Dänischer Kammerherr und Hofjägermeister / Denkmal unserer Dankbarkeit / W. v. Blome C. M. v. Blome 1780.“